# Хаймберг, Лотар
Лотар «Лолло» Хаймберг (англ. Lothar «Lollo» Heimberg; р. 15 апреля 1952, Западная Германия) — немецкий рок-музыкант, наиболее известен по работе с тогда ещё краут-/блюз-рок-группой Scorpions, а позднее и с Serene в 1970-х годах и, наряду с другими участниками Scorpions, написал песни для их первого альбома, вышедшего 9 сентября 1972 года — Lonesome Crow, а также — одноимённый полноформатник группы Serene.
После всего этого он покинул шоу-бизнес в 1983 году.

## Биография
«Лолло», чьё настоящее имя Лотар Хаймберг, родился в Западной Германии, 21 апреля 1952 года. В 13 лет он впервые взял свою первую бас-гитару «Squire Precision Bass», играл в различных группах до тех пор, пока Шенкер в 1968 году не пригласил его на замену Кирхоффу (позже Кирхофф умер в 1977 году)

### Scorpions
Хаймберг, по прозвищу «смешной», был одним из первых участников рок-группы Scorpions. Также он был вторым бас-гитаристом Scorpions с 1968 по 1973 года (первым был Кирхофф, который, соответственно, играл в группе с 1965 по 1968 года).
В сентябре 1972 вышел их долгожданный альбом — Lonesome Crow. Незадолго до выпуска альбома, в апреле 1972 года, они отправились в свой первый концертный тур.
Лотар покинул группу весной 1973 года, когда они («скорпы») были в Дюссельдорфе, где проводился тур в поддержку их дебютника, а также за басистом последовали Шенкер и Дзиони, после чего в апреле 73-го «прежние» Scorpions распались.

### После ухода из Scorpions
После ухода из Scorpions он играл с рок-группой «Argus» с 1974 по 1976 года́.
С 1978 по 1982 он играл с прог-рок-группой Serene.
После этого, в 1983 году, он навсегда оставил шоу-бизнес.

## Дискография

### Scorpions
- 1972 — Lonesome Crow
- 1972—1974 — Lonesome Crow Tour
- 1984 — + Heavy
- 2010 — Grilled Crow (rec.1973)

### Serene
- 1981 — Serene (записан в 1979-м)

## Прочие ссылки
- Lothar Heimberg в Discogs
- rocknheavy.net
- metal-archives.com